# Arroios (Vila Real)
Pour les articles homonymes, voir Arroios.
Arroios est une localité de la commune portugaise de Vila Real.

## Histoire
Comme toutes les autres terres appartenant aux marquis de Vila Real, Arroios passa en possession de la Couronne en 1641, lorsque le marquis et son héritier furent exécutés pour conspiration contre Jean IV.